# Riserva naturale di interesse provinciale Pineta Dannunziana
La riserva naturale di interesse provinciale pineta Dannunziana, anche conosciuta come la Pineta Dannunziana è un'area naturale protetta situata nella zona meridionale del comune di Pescara. Per i pescaresi, la riserva è nota anche come "Pineta D'Avalos" o "Parco D'Avalos", che è il nome della famiglia che, al tempo dei Borbone, possedeva il marchesato di Pescara.
L'attuale area della riserva occupa una particella della porzione del vasto territorio che nei secoli è stato coperto da un'ininterrotta serie di pinete e dalla macchia mediterranea che si estendeva per la parte litoranea di tutto l'attuale territorio della città (un altro esempio dell'antica vegetazione è rappresentato dalla Riserva naturale Pineta di Santa Filomena). Del resto, prima del XIX secolo, tutto il litorale adriatico limitrofo era ricoperto da pinete e macchia mediterranea e così dal sud, dall'attuale comune di Francavilla al Mare (CH) fino a nord, nella zona meridionale delle Marche. L'urbanizzazione di queste aree ha interrotto la continuità di questa macchia e delle pinete.
Nell'intento di proteggere l'ultima grande pineta nel territorio pescarese, la regione Abruzzo, con L.R. 96/00 e L.R. 19/01 ha istituito la attuale riserva naturale che si estende per una superficie di 56 ettari, di cui circa 35 sono allo stato naturale, senza interventi umani. La flora include molte specie di piante e di arbusti tipici della macchia mediterranea.

## Storia

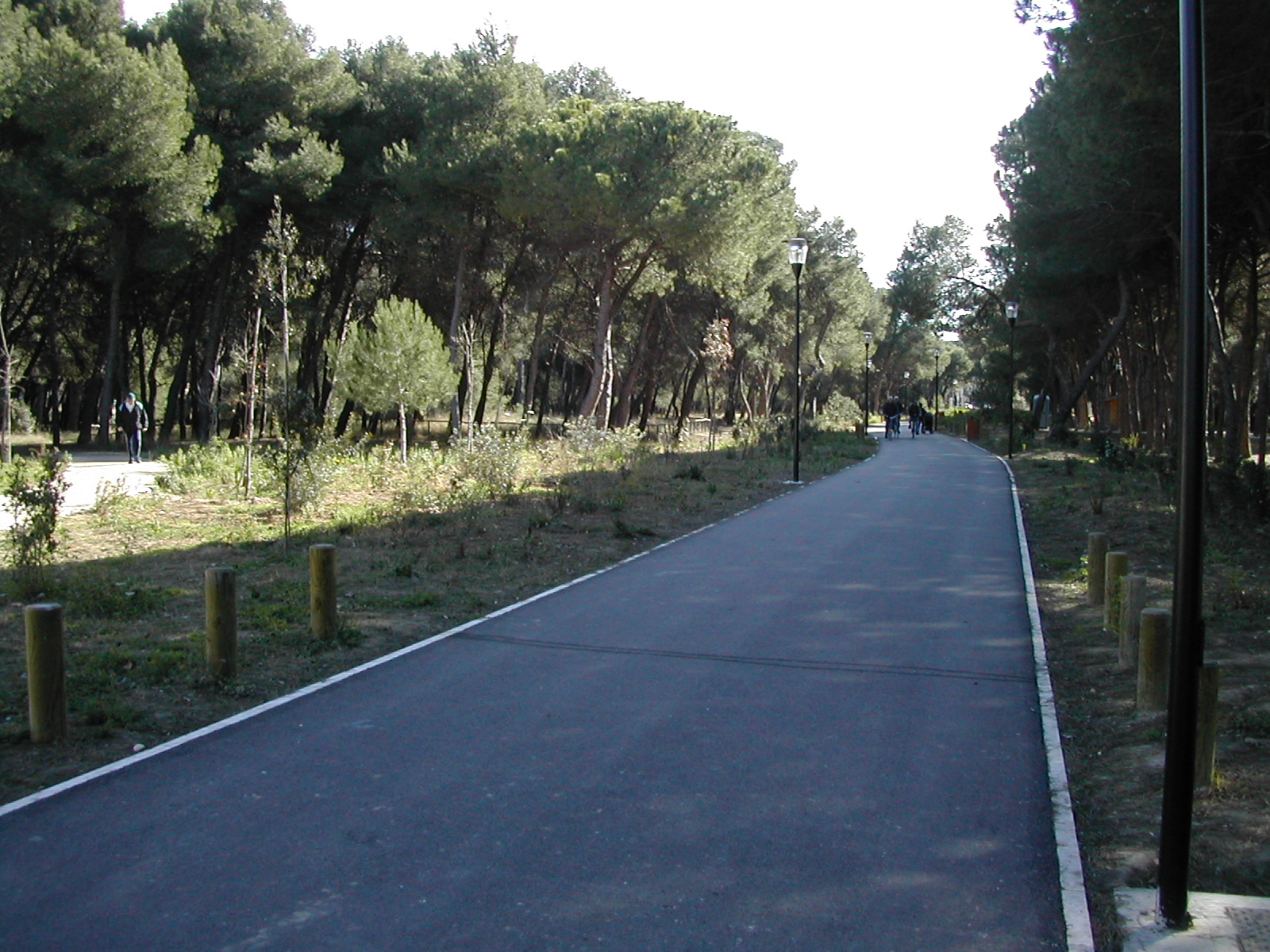
Dettaglio della strada che attraversa la pineta

L'area della pineta è stata per secoli oggetto di continui passaggi proprietà ai vari signori locali, ma non è mai stata utilizzata per nessun fine. Rimaneva un territorio inutilizzato.
Nel 1528 Carlo V concesse tutta l'area corrispondente all'attuale comune di Pescara, a favore di Costanza d'Avalos, duchessa di Francavilla, e dopo la sua morte ad Alfonso d'Avalos: da allora, l'area della pineta fu di proprietà della famiglia d'Avalos.
Solo dal 1700, fu iniziata una utilizzazione economica, per quanto con l'effetto di ridimensionare l'estensione della selva: infatti, gli alberi venivano abbattuti per vendere il legname e per guadagnare terreno da vendere a scopo di edificazione. All'inizio del XVIII secolo, prima di questo processo di ridimensionamento lento ma inesorabile, si stima che la pineta fosse estesa per circa 3.000 ettari.
Durante il XIX secolo, parte della pineta- che si estendeva per diversi chilometri sul litorale- fu annessa al demanio marittimo. All'inizi del ‘900, l'area intorno all'attuale pineta fu divisa in lotti e furono realizzate le prime opere di edificazione, tutt'oggi ancora visibili. Il resto del territorio della pineta, a sud ed a nord del fiume, venne gradualmente assorbito nel territorio cittadino, lasciando macchie di vegetazione qua e là, ancora visibili in alcune, piccole zone.
La pineta il 1 agosto 2021 è stata colpita, insieme a parte della città, da un incendio di vaste proporzioni, che ha danneggiato il comparto 5, un'area a riserva integrale interdetta al pubblico.

## Territorio

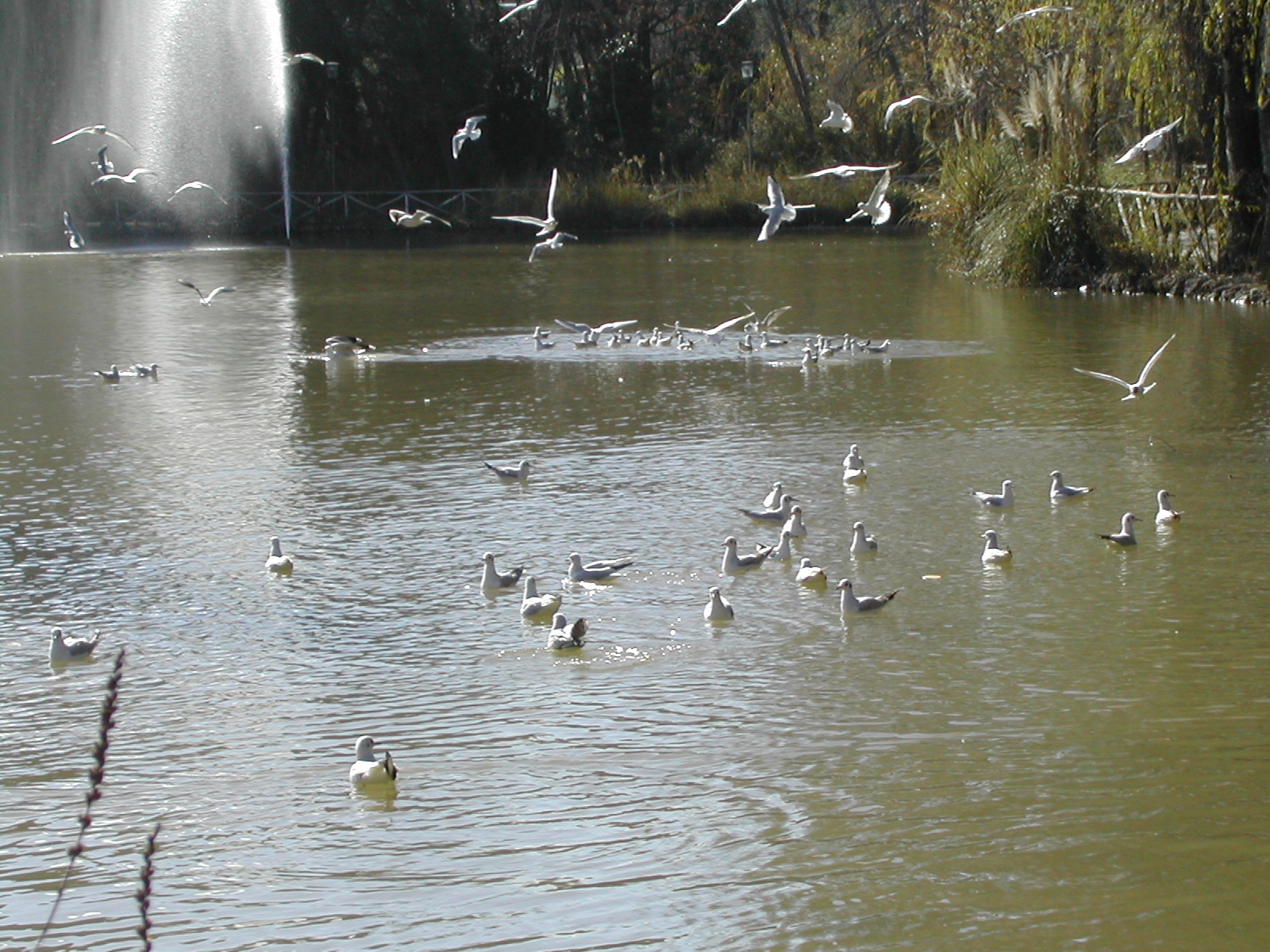
Il lago al centro della pineta dannunziana

La riserva si inserisce nel tessuto urbano della città. La legge di istituzione della riserva ha previsto la creazione di due grandi aree limitrofe alla riserva dette “zone di rispetto”, in cui sono vigenti stringenti vincoli urbanistici. Si tratta di due aree occupate per lo più dalla pineta, ma anche da importanti infrastrutture quali lo stadio, la linea ferroviaria e uno svincolo della tangenziale della città. Altre zone di rispetto includono alcuni viali di pini che collegano la zona della riserva alla spiaggia.
L'area della pineta include alcuni edifici di valore storico come l'ex opificio dell'Aurum, una struttura a ferro di cavallo disegnata dall'architetto Giovanni Michelucci nel 1939, nonché alcune eleganti ville in stile liberty. Inoltre, la riserva è dotata di un parco dei teatri, composto dall'Auditorium Flaiano e dal Teatro monumento Gabriele D'Annunzio. Dal punto di vista della flora, è molto importante la presenza di un piccolo lago.
Recentemente, la pineta è stata riunificata: infatti, fino al 2005, la parte centrale era attraversata da una strada di svincolo della strada statale 16 Adriatica. Durante il 2005, il Comune ha provveduto alla costruzione di una variante che attraversa l'area di rispetto, consentendo la riunificazione del territorio della riserva con la rimozione di buona parte della vecchia strada, sostituita da uno stretto percorso pedonale.

## Flora

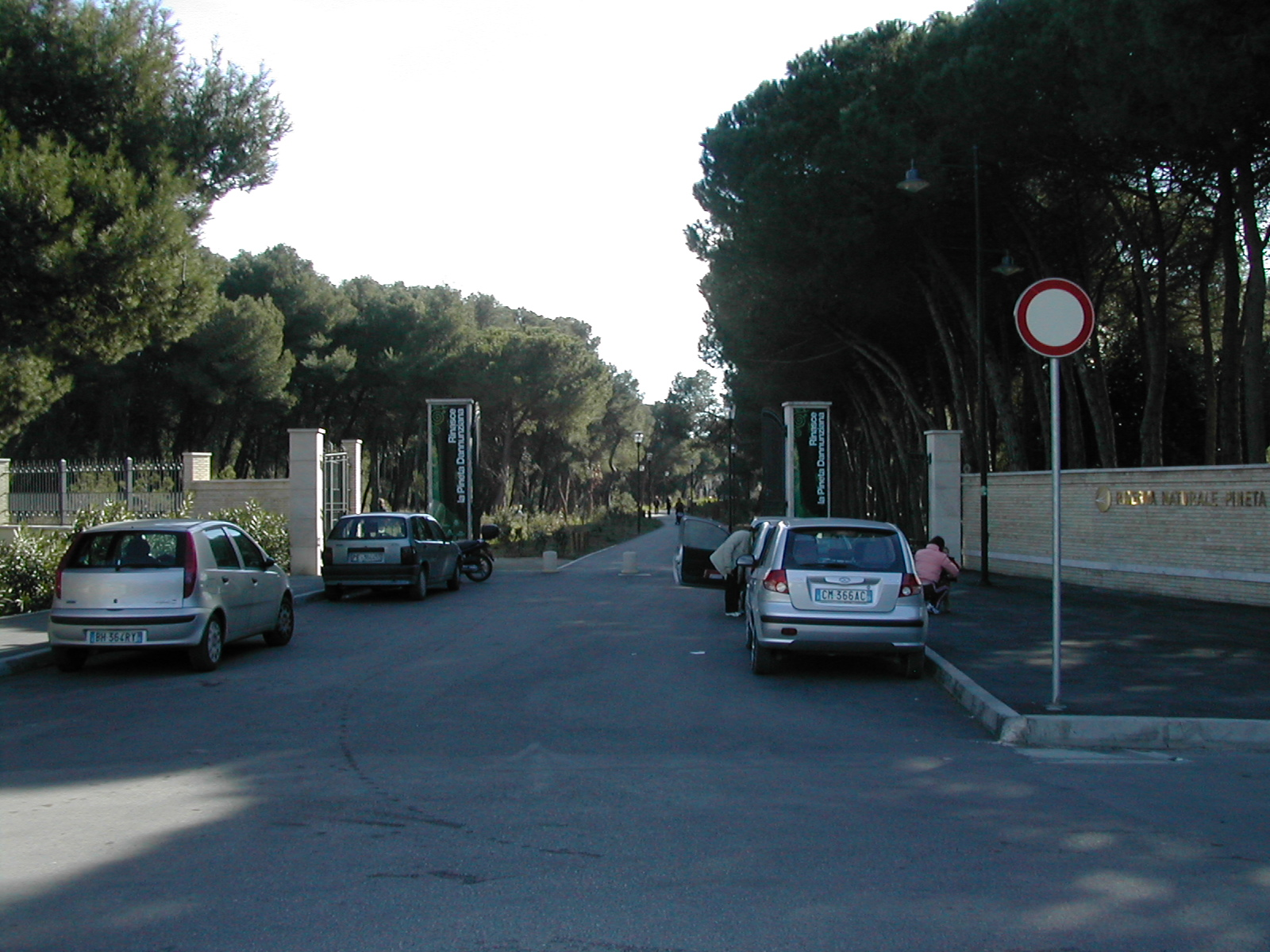
Ingresso della Pineta

La flora presente nella riserva è tipica della macchia mediterranea.
- Tra le specie arboree è molto forte la presenza di pino d’Aleppo. Vi sono anche lecci e piante di mirto, di smilace e della rosa di San Giovanni.
- Tra le piante a cespuglio si trovano varie specie di cisto ma anche alcune piante aromatiche come il camedrio polio.
- Nel bosco misto si trovano latifoglie decidue quali la roverella, l'acero campestre ed il sorbo.
- Per la vegetazione psammofila (che con le loro radici hanno l'effetto di stabilizzare il terreno su cui sono piantate) si hanno piante di verbasco niveo, ginestrino delle spiagge, zafferanetto.
- Nelle parti più umide del parco, a ridosso del laghetto, si trova della vegetazione igrofila, costituita da pioppi bianchi (anche detti leuci), olmi campestri, da piante di carice maggiore e di cannuccia di palude. Inoltre, nei prati umidi si trovano il camedrio scordio, la salcerella e l'erba luigia minore.
- Nelle depressioni salmastre sono presenti la canna di Ravenna e vari tipi di ciperacee (come il giunco nero comune ed il giunco di Tommasini).